# Buče
Buče este un oraș din comuna Berane, Muntenegru. Conform datelor de la recensământul din 2003, orașul are 1000 de locuitori (la recensământul din 1991 erau 954 de locuitori).

## Demografie
În orașul Buče locuiesc 733 de persoane adulte, iar vârsta medie a populației este de 35,6 de ani (35,4 la bărbați și 35,8 la femei). În localitate sunt 267 de gospodării, iar numărul mediu de membri în gospodărie este de 3,75.
Populația localității este foarte eterogenă.
|  |

| Demografie | Demografie | Demografie |
| An         | Locuitori  | Locuitori  |
| ---------- | ---------- | ---------- |
|            |            |            |
|            |            |            |
|            |            |            |
|            |            |            |
| 1948       | 792        |            |
| 1953       | 807        |            |
| 1961       | 894        |            |
| 1971       | 956        |            |
| 1981       | 989        |            |
| 1991       | 954        | 942        |
| 2003       | 1048       | 1000       |

| \| Componența etnică conform recensământului din 2003[2] \| Componența etnică conform recensământului din 2003[2] \| Componența etnică conform recensământului din 2003[2] \| Componența etnică conform recensământului din 2003[2] \| Componența etnică conform recensământului din 2003[2] \| \| ----------------------------------------------------- \| ----------------------------------------------------- \| ----------------------------------------------------- \| ----------------------------------------------------- \| ----------------------------------------------------- \| \| \| \| \| \| \| \| Sârbi \| Sârbi \| \| 578 \| 57,8% \| \| Muntenegreni \| Muntenegreni \| \| 362 \| 36,2% \| \| Musulmani \| Musulmani \| \| 15 \| 1,5% \| \| Croați \| Croați \| \| 1 \| 0,1% \| \| necunoscută \| necunoscută \| \| 20 \| 2% \| |              |  |     |       |
| Componența etnică conform recensământului din 2003 |              |  |     |       |
| |              |  |     |       |
| Sârbi | Sârbi        |  | 578 | 57,8% |
| Muntenegreni | Muntenegreni |  | 362 | 36,2% |
| Musulmani | Musulmani    |  | 15  | 1,5%  |
| Croați | Croați       |  | 1   | 0,1%  |
| necunoscută | necunoscută  |  | 20  | 2%    |